# Calendulauda
A Calendulauda a madarak osztályának verébalakúak (Passeriformes) rendjébe és a pacsirtafélék (Alaudidae) családjába tartozó nem.

## Rendszerezésük
A nemet Edward Blyth angol zoológus írta le 1855-ben, az alábbi 8 faj tartozik ide:
- Calendulauda poecilosterna
- Calendulauda alopex
- fakó bokorpacsirta (Calendulauda africanoides)
- szabota pacsirta (Calendulauda sabota)
- Calendulauda albescens
- Calendulauda burra
- Calendulauda erythrochlamys
- Calendulauda barlowi

## Előfordulásuk
Afrika keleti és déli részén honosak. Természetes élőhelyeik a szubtrópusi és trópusi füves puszták, cserjések és szavannák. Állandó, nem vonuló fajok.

## Megjelenésük
Testhosszuk 14-17 centiméter közötti. 

## Életmódjuk
Rovarokkal és magvakkal táplálkoznak.